# 城下町佐伯国木田独歩館
城下町佐伯国木田独歩館（じょうかまちさいきくにきだどっぽかん）は、大分県佐伯市にある国木田独歩の記念館。
2003年（平成15年）に開館した。

## 概要
国木田は、1893年（明治26年）10月から翌年7月末まで、大分県南海部郡佐伯町（現在は佐伯市）の鶴谷学館で英語と数学の教師をしていた。そのとき弟の収二と共に下宿していたのが、鶴谷学館の館長をしていた坂本永年の邸であり、「国木田独歩館」はその屋敷を改修して2003年（平成15年）に開館した。
建物は元々、1839年（天保10年）に豊後国佐伯藩の第11代藩主毛利高泰が女島沖の洲に築造した別荘「御浜御殿」を、1870年（明治3年）に現在地に移築したもので、藩の重臣の家系であった坂本家の住居として長らく使用されていたものである。
なお、展示は主屋と土蔵に分かれており、それぞれ1階と2階を見学できる。主屋2階は当時独歩と弟が下宿した部屋となっている。

## 企画展
「文豪ストレイドッグス」とのコラボ企画が行われ、スタンプラリーやパネル展示、オリジナルグッズの販売などが行われた。
- 第1弾　2017年7月11日 - 9月24日
- 第2弾　2018年10月6日 - 11月25日
- 第3弾　2019年11月21日 - 2020年1月13日

他に「城下町佐伯ひなめぐり」イベントの一環として、毎年「城下町佐伯雛まつり」を開催している。

## 利用案内
- 所在地：〒876-0848　大分県佐伯市城下東町9-37
- 開館時間：9:00 - 17:00（入館は16:30まで）
- 休館日：毎週月曜日（月曜日が祝日の場合は翌日）、年末年始（12月29日 - 1月3日）
- 入館料：一般（15歳以上・中高校生を除く）200円、小中高校生100円、未就学児無料
団体割引：15人以上、一般100円、小中高校生50円
他に共通観覧券などあり。

## アクセス
- 徒歩：JR日豊本線佐伯駅から徒歩20分（タクシー5分）
- バス：大分バス「内町入口」下車→徒歩5分
- 車：東九州自動車道佐伯IC→15分